# Tony Niessner

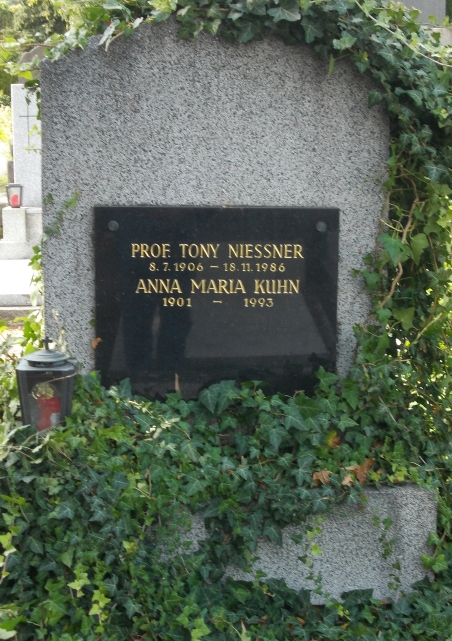
Grab von Tony Niessner

Tony Niessner (* 8. Juli 1906 in Prag, Österreich-Ungarn; † 18. November 1986 in Wien) war ein Schauspieler, Regisseur und Sänger.

## Leben
Nach einem abgebrochenen Studium der Musikwissenschaften, versuchte er es in Prag mit Gesang. Er absolvierte einige Gastspiele an deutschen Theatern, bevor er 1935 sein Debüt am Johann Strauß-Theater in Wien gab, wo er auch nach dem Zweiten Weltkrieg engagiert war und inszenierte am Raimundtheater, an anderen Bühnen in Wien und auch im Ausland (darunter in Kairo ein Musical). Er moderierte mit Karl Grell die Sendereihen "Der tönende Operettenführer" und "Wiener Sang-Wiener Klang". Niessner war auch ein bekannter Wienerlied-Sänger.
Niessner stand 1944 in der Gottbegnadeten-Liste des Reichsministeriums für Volksaufklärung und Propaganda.
Seine letzte Ruhestätte befindet sich auf dem Grinzinger Friedhof (Gr. 22, R. 6, Nr. 1C) in Wien.